# NGC 2480
NGC 2480 é uma galáxia espiral barrada (SBcd) localizada na direcção da constelação de Gemini. Possui uma declinação de +23° 46' 47" e uma ascensão recta de 7 horas, 57 minutos e 10,6 segundos.
A galáxia NGC 2480 foi descoberta em 1 de Fevereiro de 1856 por William Parsons.